# Halodule bermudensis
Halodule bermudensis är en enhjärtbladig växtart som beskrevs av Cornelis den Hartog. Halodule bermudensis ingår i släktet Halodule och familjen Cymodoceaceae. IUCN kategoriserar arten globalt som otillräckligt studerad.
Artens utbredningsområde är Bermuda. Inga underarter finns listade.